# Надежда (имя)
Наде́жда (древнерусская форма имени — Надежа) — женское русское личное имя старославянского происхождения; является калькой с др.-греч. Ἐλπίς (Элпис), имени раннехристианской святой.
Имя вошло в русский именослов вместе с именами Вера и Любовь; история существования всех трёх имён в русском языке во многом сходна.

## Происхождение имени
Имена Вера, Надежда, Любовь в христианском именослове соотносятся с мученицами-сёстрами, казнёнными около 120 (или около 137) года по приказу императора Адриана. Второй по старшинству сестре по имени Элпис (Надежда) было на момент кончины, согласно преданию, 10 лет.
Надежда как личное имя возникло в IX веке при переводе богослужебных книг с древнегреческого на церковнославянский язык; в отличие от имён подавляющего большинства христианских святых, имена сестёр были калькированы.
Подробнее о происхождении имени см. в статье Вера (имя).

## Частотность имени
Как и имена Вера и Любовь, имя Надежда не употреблялось вплоть до начала XVIII века: сказывалась явная связь всех трёх имён с нарицательной лексикой. В. А. Никонов сообщал об однократном упоминании имени Надежа в писцовых книгах XIV—XVI веков, но полагал, что в данном случае его следует отнести скорее к нецерковным именам-прозвищам.
Отношение ко всем трём именам переменилось в 1740-е годы, после прихода к власти императрицы Елизаветы Петровны, происшедшего на волне роста патриотизма и русского национального самосознания. Почти единственные звучащие по-русски во всём перечне святых, имена оказались востребованными, — поначалу преимущественно в дворянских семьях. По данным В. А. Никонова, во второй половине XVIII века частотность имени Надежда среди дворянок составляла 25 ‰ (то есть 25 носителей при пересчёте на тысячу человек). Среди московских купчих за тот же период — 11 ‰, среди крестьянок удельных сёл Подмосковья — 2 ‰. На начало XIX века приходится подъём популярности имени во всех сословиях: в 1801—1816 годах частотность имени у дворянок составляла 40 ‰, у московских купчих 26 ‰, у крестьянок удельных сёл Подмосковья — 5 ‰.
Л. М. Щетинин отмечал имя Надежда в числе самых популярных женских русских имён конца XIX века (в ряду таких имён, как Мария, Анна, Екатерина, Евдокия, Александра и др.). В XX веке наибольшая востребованность имени пришлась на 1920-е — 1960-е годы; в последующем отмечался спад интереса к имени. По сведениям, собранным А. Я. Шайкевичем, в Москве в период 1924—1932 годов имя находилось на 8-м месте по популярности (с частотностью 36 ‰); в 1950-е годы место в рейтинге имён не изменилось, но частотность увеличилась до 43 ‰. В 1961 году, по сведениям В. А. Никонова, собранным по регионам центральной России, имя довольно часто присваивалось новорождённым девочкам как в городах, так и в сельских районах (оно относилось к именам массового распространения). В городах частотность колебалась в пределах от 19 ‰ (Курск) до 71 ‰ (Владимир); на селе — от 65 ‰ (районы Ярославской и Костромской областей) до 96 ‰ (районы Тамбовской области). Статистика, собранная А. В. Суперанской и А. В. Сусловой по Ленинграду, также показывает, что имя пережило пик популярности в отмеченный период (но тем не менее в Ленинграде имя никогда не имело высокой частотности, характерной для других регионов России). Так, среди родившихся в 1930-е — 1950-е годы частотность имени сооставляла 24 ‰, среди родившихся в 1970-е — 16 ‰, такой же показатель был у новорождённых девочек конца 1980-х.

## Формы имени
Древнерусская форма имени: Надежя. Разговорные формы имени: Надежа, Надёжа. В советское время в пору увлечения именами-неологизмами (1920-е — 1930-е годы) фиксировалось имя Нади́я, которое было образовано от усечённой основы имени — Над(ежда) — с присоединением финали -ия, традиционной для русских женских имён.
Наиболее известная краткая форма имени — Надя. Именно в такой форме имя было заимствовано из русского во многие европейские языки.

## Именины
- Православные именины (даты даны по григорианскому календарю): 14 марта, 20 марта, 30 сентября, 21 октября[10].